# برج روستای مزاران
برج روستای مزاران مربوط به سدهٔ ۷ و ۸ ه.ق است و در شهرستان فیروزکوه، روستای مرزداران واقع شده و این اثر در تاریخ ۲۵ اردیبهشت ۱۳۸۰ با شمارهٔ ثبت ۳۸۳۴ به‌عنوان یکی از آثار ملی ایران به ثبت رسیده است.